# De Kiruza (álbum)
De Kiruza es el primer álbum oficial de la banda chilena De Kiruza, lanzado en 1988 de manera independiente.
En abril de 2008, la edición chilena de la revista Rolling Stone situó a este álbum en el lugar n.º 38 dentro de los 50 mejores discos chilenos de todos los tiempos.

## Lista de canciones
| De Kiruza |                                  |               |          |  |
| N.º       | Título                           | Escritor(es)  | Duración |  |
| 1.        | «De Kiruza»                      | Foncea        | 3:49     |  |
| 2.        | «Olinka vive en Soweto»          | Araya, Foncea | 5:03     |  |
| 3.        | «Elblú»                          | Araya         | 4:46     |  |
| 4.        | «Gonzalo Huerta (Paseo Ahumada)» | Rojas         | 5:07     |  |
| 5.        | «Algo está pasando»              | Foncea, Araya | 4:18     |  |
| 6.        | «¡Ay la vida!»                   | Rojas         | 2:44     |  |
| 7.        | «Que me quiten las sombras»      | Rojas         | 5:57     |  |
| 8.        | «Caramelo»                       | Rojas         | 4:29     |  |
| 36:31     |                                  |               |          |  |

## Músicos

### De Kiruza
- Pedro Foncea: Voz, Baterías y percusión
- Mario Rojas: Guitarra y coros
- José Luis Araya: Percusión, teclados y coros
- Gustavo Schmidt: Teclados y coros
- Andrés Cortes: Bajo y coros[4]

### Músicos invitados
- Jimmy Fernández: Voces en "Algo esta pasando"
- Héctor "Parquímetro" Briceño: Trombón
- Rodrigo Miranda: Trompeta